# Cepivo Oxforda in AstraZenece proti covidu-19
Cepivo Oxforda in AstraZenece proti covidu-19, s kodnim imenom AZD1222,  v prodaji pod blagovnima znamkama Covishield  in Vaxzevria , je virusno vektorsko cepivo za preprečevanje COVID-19. Razvila sta ga Univerza Oxford in podjetje AstraZeneca, daje pa se z intramuskularno injekcijo, kot vektor pa se pri tem uporablja modificirani adenovirus šimpanza ChAdOx1.     Učinkovitost cepiva pri preprečevanju simptomatske COVID-19 je 76,0%, od 22. dneva po prvem odmerku in 81,3% po drugem odmerku. Druga analiza, ki jo je izvedlo Public Health England, je pokazala, da je bilo cepivo po drugem odmerku. 66,0% učinkovito pri preprečevanju simptomatskega COVID-19  
Cepivo ima dober varnostni profil, z neželenimi učinki, kot so bolečina na mestu vboda, glavobol in slabost, ki na splošno izginejo v nekaj dneh.  Redkeje se lahko pojavi anafilaksija (Regulativna agencija za zdravila in zdravstvene izdelke v Združenem kraljestvu (MHRA) je 14. aprila 2021 poročala o 268 primerih med od približno 21,2 milijon cepljenj). V zelo redkih primerih (približno 1 na 100.000 ljudi) je bilo cepivo povezano s povečanim tveganjem za nastanek krvnih strdkov v kombinaciji z nizko koncentracijo trombocitov v krvi.    Po podatkih Evropske agencije za zdravila je bilo 4. aprila 2021 iz Evropskega gospodarskega prostora in Združenega kraljestva zabeleženih 222 primerov krvnih strdkov pri približno 34 milijonih ljudi, ki so prejeli cepivo. 
30. decembra 2020 je bilo cepivo prvič odobreno za uporabo v programu cepljenja v Združenem kraljestvu,   in prvo cepljenje zunaj preskusa je bilo izvedeno 4. januarja 2021.  Od takrat je cepivo odobrilo več agencij za zdravila po vsem svetu, na primer Evropska agencija za zdravila (EMA) in Avstralska uprava za terapevtske izdelke, Svetovna zdravstvena organizacija pa ga je cepivo .odobrila za nujno uporabo. Nekatere države so njegovo uporabo omejile na starejše ljudi z večjim tveganjem za hudo bolezen COVID-19 zaradi zaskrbljenosti zaradi zelo redkih neželenih učinkov cepiva pri mlajših posameznikih. 

## Zdravstvena uporaba
Cepivo Oxford – AstraZeneca COVID-19 se uporablja za zaščito pred okužbo z virusom SARS-CoV-2, da ne pride do COVID-19 pri odraslih, starih 18 let ali več. Zdravilo se daje z dvema odmerkoma 0,5 ml, ki se vbrizgata intramuskularno v deltoidno mišico (nadlaket) v razmaku štirih in dvanajstih tednov, pri čemer Svetovna zdravstvena organizacija priporoča, da se drugi odmerek za optimalno učinkovitost daje 8 do 12 tednov po prvem. 

### Učinkovitost
Analiza, objavljena 19. februarja 2021, je pokazala učinkovitost 76,0% pri preprečevanju simptomatskega COVID-19 po 22 dneh od prvega odmerka. Poveča se na 81,3% z drugim odmerkom , če se da 12 tednov ali več po prvem.  Druga analiza, ki jo je objavilo Public Health England, je pokazala, da je cepivo 66.0 % učinkovito preprečilo simptomatsko COVID-19 2 tedna po drugem odmerku. 

## Neželeni učinki
Najpogostejši neželeni učinki v kliničnih preskušanjih so bili običajno blagi ali zmerni in so se izboljšali v nekaj dneh po cepljenju. 
Bruhanje, driska, oteklina, pordelost na mestu injiciranja in nizke ravni trombocitov so se pojavile pri manj kot 1 od 10 ljudi.  Povečane bezgavke, zmanjšan apetit, omotica, zaspanost, znojenje, bolečine v trebuhu, srbenje in izpuščaj so se pojavili pri manj kot 1 od 100 ljudi. 
V zelo redkih primerih (približno 1 od 100.000 ljudi) lahko cepivo povzroči krvne strdke v kombinaciji z nizko koncentracijo trombocitov v krvi.  UK MHRA Od 14. april  2021 poročajo o splošni incidenci trombemboličnih dogodkov ob hkratnih nizkih trombocitih v višini 7,9 na milijon odmerkov (manj kot 1 od 100.000 ljudi). 
Kot pri drugih cepivih so tudi anafilaksija in druge alergijske reakcije znani neželeni učinki zdravila ADZ1222, ki ga je treba dajati pod natančnim nadzorom.  Evropska agencija za zdravila (EMA) je ugotovila pogostnost 41 primerov anafilaksije na 5 milijonov cepljenj v Združenem kraljestvu.  

## Farmakologija
Cepivo Oxford – AstraZeneca COVID-19 je kot opičji adenovirus kot vektor s pomanjkanjem replikacije, ki vsebuje celotno kodonsko optimizirano zaporedje kode beljakovine SARS-CoV-2, skupaj z vodilno sekvenco tkivnega aktivatorja plazminogena (tPA).  
Adenovirus je vektor, nezmožen replikacije, ker so bili nekateri od njegovih bistvenih genov odstranjeni in nadomeščeni z genom, ki kodira beljakovino tako imenovane konice. Po cepljenju adenovirusni vektor vstopi v celice in sprosti svoje gene, ki se prenesejo v celično jedro ; zatem celična mehanizacija opravi transkripcijo v mRNA, ki ji sledi prevod v beljakovine. 
Zanimivi protein je protein konice, zunanji protein, ki omogoča, da koronavirus tipa SARS vstopi v celice preko encimske domene ACE2.  Če ga telo tvori po cepljenju, bo imunski sistem spodbujen, da ob kasnejši okužitvi napade korona virus s protitelesi in celicami T. 

## Proizvodnja
Cepivo je stabilno pri temperaturah hladilnika in stane približno US$3 do US$4 na odmerek.  17. decembra 2020 je tvit belgijskega državnega sekretarja za proračun razkril, da bo Evropska unija (EU) plačala €1.78 (US$2,16) na odmerek, New York Times pa predlaga, da bi se nižja cena lahko nanašala na dejavnike, kot so naložbe s strani EU v infrastrukturo za proizvodnjo cepiva. 

### Blagovna znamka
Cepivo trži Indijski inštitut za serume pod blagovno znamko Covishield.  Ime cepiva se je 25. marca 2021 spremenilo v Vaxzevria v Evropski uniji. Vaxzevria, AstraZeneca COVID‐19 Vaccine, in COVID-19 Vaccine AstraZeneca proizvaja AstraZeneca. 

### Časovni načrt dobave
| Država              | Datum              | Odmerki       |
| ------------------- | ------------------ | ------------- |
| Združeno kraljestvo | 17. maja 2020      | 100 milijonov |
| ZDA                 | 21. maj 2020       | 300 milijonov |
| COVAX (KDO)         | 4. junij 2020      | 300 milijonov |
| COVAX (KDO)         | 29. septembra 2020 | 100 milijonov |
| Egipt               | 22. junij 2020     | Neznano       |
| Japonska            | 8. avgust 2020     | 120 milijonov |
| Avstralija          | 19. avgust 2020    | 25 milijonov  |
| Evropska unija      | 27. avgust 2020    | 400 milijonov |
| Kanada              | 25. septembra 2020 | 20 milijonov  |
| Švica               | 16. oktober 2020   | 5,3 milijona  |
| Bangladeš           | 5. november 2020   | 30 milijonov  |
| Tajska              | 27. november 2020  | 26 milijonov  |
| Filipini            | 27. november 2020  | 2,6 milijona  |
| Južna Koreja        | 1. decembra 2020   | 20 milijonov  |
| Južna Afrika        | 7. januarja 2021   | 1 milijon     |
| 1. 2. 3. 4.         |                    |               |

Sporazumi o dostopu do cepiva so se začeli podpisovati maja 2020, pri čemer je imelo Združeno kraljestvo prednost prvih 100 milijonov odmerkov, če bi se preskusi izkazali za uspešne; končni sporazum je bil podpisan konec avgusta.    
21. maja 2020 se je AstraZeneca strinjala, da bo zagotovila 300 milijonov odmerkov v ZDA za US$1,2 billion, kar pomeni stroške US$4 na odmerek.  Tiskovni predstavnik AstraZenece je dejal, da financiranje zajema tudi razvoj in klinična testiranja.  Prav tako je podjetje sklenilo sporazum o prenosu tehnologije z mehiško in argentinsko vlado ter se dogovorilo, da bo proizvedlo vsaj 400 milijon odmerkov, ki bodo razdeljeni po Latinski Ameriki. Aktivne sestavine bi proizvajali v Argentini in jih pošiljali v Mehiko, da bi jih dokončali za distribucijo.  Junija 2020 je Emergent BioSolutions podpisal dogovor v višini US$87 millionza proizvodnjo cepiva AstraZeneca posebej za ameriški trg. Dogovor je bil del pobude Trumpove administracije Warp Speed z namenom podpreti razvoj in hitro večanje proizvodnje ciljnih cepiv pred koncem leta 2020.  Catalent bi bil odgovoren za postopek dodelave in pakiranja. 
4. junija 2020 je projekt COVAX (COVID-19 Vaccines Global Access) SZO kupil prvo tranšo v višini 300 milijon odmerkov podjetja za države z nizkim do srednjim dohodkom.  Tudi AstraZeneca in Inštitut za serum v Indiji sta dosegla licenčni sporazum za neodvisno dobavo 1 milijard odmerkov cepiva univerze Oxford državam s srednjimi in nizkimi dohodki, med drugimi Indiji.   Kasneje septembra, financiran s pomočjo donacije Fundacije Billa Gates in Melinde French Gates, je program COVAX zagotovil dodatnih 100 milijonov odmerkov po 3 USD na odmerek. 
27. avgusta 2020 je AstraZeneca z EU sklenila sporazum o dobavi do 400 milijonov odmerkov za vso EU in izbrane države članice Evropskega gospodarskega prostora (EGP).   Evropska komisija je junija 2020 prevzela pogajanja, ki jih je začela Zveza za vključujoča cepiva, katere članice so Francija, Nemčija, Italija in Nizozemska.   
5. novembra 2020 je bil podpisan tristranski sporazum med vlado Bangladeša, inštitutom za serum v Indiji in banko Beximco Pharma iz Bangladeša. V skladu s sporazumom je Bangladeš naročil v Serumu prek Beximco 30 milijonov odmerkov cepiva Oxford – AstraZeneca po ceni 4 dolarje na posnetek.  Po drugi strani pa je indijska vlada Bangladešu podarila 3,2 milijona odmerkov, ki jih je prav tako proizvedel Serum. Serum pa je v prvih dveh mesecih leta v okviru tristranskega sporazuma dostavil le 7 milijonov odmerkov.  Bangladeš naj bi prejemal 5 milijonov odmerkov na mesec, marca in aprila pa ni prejel nobene pošiljke.  Uvajanje cepiva je tako bilo zmoteno zaradi pomanjkljive dostave. Položaj se zaplete dodatno, ker drugi odmerek za 1,3 milijona državljanov ni zagotovljen, saj je Indija zaustavila izvoz.  Če se drugega odmerka ne da ob pravem času, bo učinkovitost programa cepljenj verjetno zmanjšana. Poleg tega je več državljanov Bangladeša izrazilo dvome o njegovi učinkovitosti in varnosti. Bangladeš išče alternativne vire cepiv, ker Indija cepiva ne dobavlja v skladu s časovnim načrtom dogovora. 
Tajski sporazum novembra 2020 za 26 milijon odmerkov cepiva  zajema 13 milijonov ljudi,  približno 20% prebivalstva, prva serija pa naj bi bila dostavljena konec maja.    Minister za javno zdravje je navedel, da je bila plačana cena 5 USD na odmerek;  AstraZeneca (Tajska) je januarja 2021 po polemiki pojasnila, da je cena, ki jo je plačala vsaka država, odvisna od proizvodnih stroškov in razlik v dobavni verigi, vključno s proizvodno zmogljivostjo, stroški dela in surovin.  Januarja 2021 je tajska vlada odobrila nadaljnje pogovore o naročanju še 35 milijonov odmerkov,  in tajska FDA je cepivo odobrila za nujno uporabo za 1 leto.   Podjetje Siam Bioscience, ki je v lasti podjetja Vajiralongkorn, bo prevzelo tehnološki prenos  in bo lahko proizvedlo do 200 milijonov odmerkov na leto za izvoz v ASEAN. 
Tudi Filipini so se novembra dogovorili za nakup 2.6 milijon odmerkov  v približni vrednosti ₱700 milijonov (približno US$5,60 na odmerek).  Decembra 2020 je Južna Koreja podpisala pogodbo z AstraZeneco, da bi si zagotovila 20 milijonov odmerkov cepiva, ki naj bi bila po vrednosti enakovredna pogodbama Tajske in Filipinov. Prva pošiljka se je pričakovala že januarja 2021. Od January 2021 , cepivo še vedno pregleduje Južnokorejska agencija za nadzor in preprečevanje bolezni.   AstraZeneca je z južnokorejsko SK Bioscience podpisala pogodbo o proizvodnji svojih cepiv. Sodelovanje zahteva, da podružnica SK izdela AZD1222 za lokalne in svetovne trge. 
7. januarja 2021 je južnoafriška vlada sporočila, da je zagotovila začetni 1 milijon odmerkov iz Indijskega inštituta za serum, februarja pa še 500.000 odmerkov  vendar je južnoafriška vlada pozneje odpovedala uporabo cepiva, prodala svojo oskrbo drugim afriškim državam in svoj program cepljenja preusmerila na cepivo Johnson &amp; Johnson COVID-19.  
22. januarja 2021 je AstraZeneca sporočila, da bodo v primeru, da Evropska unija odobri cepivo COVID-19 AstraZeneca, dostavljene količine ob začetku nižje od pričakovanih zaradi proizvodnih težav v belgijskem Novasepu. Samo 31 milijonov od prej predvidenih 80 milijon odmerkov naj bi dostavili EU do marca 2021.  V intervjuju za italijanski časopis La Repubblica je predsednik uprave AstraZenece Pascal Soriot dejal, da časovni razpored odmerkov v EU kasni za dva meseca. Omenil je nizek donos celičnih kultur v enem od velikih proizvodnih obratov v Evropi.  Analiza, objavljena v časopisu The Guardian, je prav tako ugotovila, da je v belgijski tovarni donos bioreaktorjev očitno nizek in da gre za težave pri zagonu postopka s posledico, da se donosi pogosto nihajo.  Zaradi tega je EU uvedla nadzor izvoza odmerkov cepiva; prišlo je do spora okoli vprašanja, ali se doze preusmerjajo v Združeno kraljestvo in ali ne bo prišlo do ,motenj v dobavah na Severno Irsko. 
24. februarja 2021 je bila s pošiljko cepiva v Akro Gana postala prva država v Afriki, ki je v okviru pobude COVAX prejela cepivo. 

## Zgodovina
Cepivo je plod sodelovanja med inštitutom Jenner Univerze v Oxfordu in zasebnim podjetjem Vaccitech, ki je spin-off univerze, med drugim pa so razvoj financirali Oxford Sciences Innovation, Google Ventures in Sequoia Capital.  Prvo serijo cepiva COVID-19, proizvedeno za klinično testiranje, sta razvila Inštitut Jenner z Oxfordske univerze in skupina Oxford Vaccine Group v sodelovanju z italijanskim proizvajalcem Advent Srl s sedežem v Pomeziji.  Ekipo vodijo Sarah Gilbert, Adrian Hill, Andrew Pollard, Teresa Lambe, Sandy Douglas in Catherine Green. 

### Zgodnji razvoj
Februarja 2020 se je inštitut Jenner dogovoril o sodelovanju z italijanskim podjetjem Advent Srl za proizvodnjo serije 1.000 odmerkov kandidata za cepivo za klinična preskušanja.  Prvotno je Oxford nameraval podariti pravice za proizvodnjo in trženje cepiva vsakemu proizvajalcu zdravil, ki bi to želel, toda potem, ko je fundacija Gates od Oxforda zahtevala, da si kot partnerja poišče podjetje, ki bo cepivo COVID-19 dalo na trg, je univerza maja 2020 odstopila od te ponudbe.    Vlada Združenega kraljestva je nato Oxford spodbudila, da namesto z ameriško družbo Merck &amp; Co. raje sodeluje z družbo AstraZeneca, ki ima sedež v Evropi. Po navedbah anonimnih virov v The Wall Street Journal je vlado tudi skrbelo, da v Združenem kraljestvu ne bo na voljo cepiva, če se bo izdelovalo v ZDA. Na odločitev za partnerstvo z AstraZeneco so morda igrali vlogo tudi finančni premisleki v Oxfordu in v spin-off podjetjih.  
Maja 2020 je bila med Univerzo in AstraZeneco PLC podpisana prvotno neprofitna licenčna pogodba z zagotovljeno milijardo odmerkov predvidene proizvodnje, Združeno kraljestvo si je pri tem rezerviralo dostop do začetnih 100 milijon odmerkov. Poleg tega so ZDA rezervirale 300 milijonov odmerkov, pa tudi pooblastilo za izvedbo poskusov III. faze v ZDA. Sodelovanju je bilo dodeljenih tudi 68 milijonov funt sterlingov s strani Združenega kraljestva in US$1,2bn od ameriške vlade za podporo razvoju cepiva.  Junija 2020 je ameriški Nacionalni inštitut za alergije in nalezljive bolezni (NIAID) potrdil, da se bo tretja faza preskusov cepiva začela julija 2020.  4. junija je AstraZeneca sporočila, da je program COVAX za pravičen dostop do cepiv, ki ga upravlja SZO in ga financirata CEPI in Gavi, plačal 750m USD za 300 milijonov odmerkov cepiva, ki se jih bo razdelilo državam z nizkimi dohodki ali nerazvitim državam.  

### Klinični preskusi
Julija 2020 se je AstraZeneca obrnila na IQVIA, da pospeši klinične preskuse, ki jih načrtujejo ali izvajajo v ZDA.  31. avgusta je AstraZeneca sporočila, da je začela vpisovati odrasle v študijo pozne faze, ki jo financirajo ZDA, in sicer za preskus kasne faze z 30.000 osebami. 
Klinična preskušanja kandidata za cepivo so bila 8. septembra ustavljena po vsem svetu, saj je AstraZeneca raziskala morebitne neželene učinke, ki so se pojavili pri udeležencih preskušanja v Združenem kraljestvu.   Preskusi so se nadaljevali 13. septembra, potem ko sta AstraZeneca in Oxford skupaj z britanskimi regulatorji ugotovili, da je to varno.  Kasneje so AstraZeneco kritizirali, ker pri dveh udeležencih preskušanja, ki sta eksperimentalno cepivo prejeli v Združenem kraljestvu, ni želela posredovati podrobnosti o potencialno resnih nevroloških neželenih učinkih.  Medtem ko so se preskusi nadaljevali v Združenem kraljestvu, Braziliji, Južni Afriki, na Japonskem  in v Indiji, so ZDA klinične preizkuse cepiva nadaljevale šele 23. oktobra.  To je bilo posledica ločene preiskave uprave za prehrano in zdravila, ki je obkrožala bolnikovo bolezen, ki je sprožila klinični zastoj, je povedal sekretar ameriškega ministrstva za zdravje in socialne zadeve (HHS) Alex Azar. 
Popolna objava vmesnih rezultatov štirih tekočih preskusov III. faze 8.decembra je regulatorjem in znanstvenikom omogočila, da so lahko začeli ocenjevati učinkovitost cepiva. Decembrsko poročilo je pokazalo, da na 21. dan po drugem odmerku in po njem ni bilo hospitalizacij ali hudih primerov bolezni pri testiranih osebah, ki so prejele cepivo, v primerjavi z 10 primerih iz kontrolne skupine. Stopnja hudih neželenih dogodkov je bil uravnotežena med aktivno in nadzorno skupino, kar je pomenilo, da aktivno cepivo ni dalo vzroka za pomisleke glede varnosti nad ravnijo, ki je značilna za splošno populacijo. Poročali so enem primeru transverzalnega mielitisa14 dni po drugem odmerku, ki je morda bil povezan s cepljenjem; z neodvisni nevrološki odbor je bil mnenja, da je najbolj verjetna diagnoza, idiopatska demielinizacija kratkega segmenta hrbtenjače. Druga dva primera transverzalnega mielitisa, en v skupini, ki je prejemala cepivo, en v kontrolni skupini, nista bila povezana s cepljenjem.
Kasnejša analiza, objavljena 19. februarja 2021, je ugotovila pri preprečevanju simptomatskega COVID-19 učinkovitost 76,0%, ki nastopi v 22 dneh po prvem odmerku in ki se poveča na 81,3% z drugim odmerkom, prejetim 12 tednov ali več po prvem cepljenju.  Rezultati pa niso pokazali nobene zaščite pred asimptomatskim COVID-19 po enem samem odmerku. Rezultati 14 dni po pravočasnem dajanju drugega odmerka z različnimi, od preskusov odvisnimi časi po prvem odmerku, so pokazali 66,7-odstotno učinkovitost pri preprečevanju simptomatske okužbe, skupina UK (ki je ocenjevala asimptomatske okužbe pri udeležencih) pa ni zanesljivo ugotovila preprečevanja asimptomatske okužbe. Učinkovitost je bila večja pri večjih intervalih med odmerki, največja, ko je bil drugi odmerek dan 12 tednov ali dlje po prvem, je bila približno 80%. 
22. marca 2021 je AstraZeneca objavila začasne rezultate preskusa faze III, opravljenega v ZDA, ki je pokazal 79-odstotno učinkovitost pri preprečevanju simptomatskega COVID-19 in 100-odstotno učinkovitost pri preprečevanju hudih primerov bolezni in hospitalizacije.  Naslednji dan je Nacionalni inštitut za alergije in nalezljive bolezni (NIAID) objavil izjavo, v kateri ugovarja, da so se ti rezultati morda opirali na "zastarele informacije", ki so morda dale nepopoln pregled podatkov o učinkovitosti.     Pozneje je AstraZeneca po nadaljnjem pregledu podatkov svojo trditev o učinkovitosti popravila na 76%. 

#### Študija učinkovitosti enkratnega odmerka
Študija o učinkovitosti prvega odmerka cepiv Pfizer-BioNTech ali Oxford-AstraZeneca COVID-19 proti hospitalizaciji, povezani s COVID-19 na Škotskem, je temeljila na nacionalni prospektivni kohortni študiji 5.4 milijonov ljudi. Med 8. decembrom 2020 in 15. februarjem 2021 je bilo v študiji cepljenih 1.137.775 udeležencev, od katerih je 490.000 dobilo cepivo Oxford – AstraZeneca. Prvi odmerek cepiva Oxford – AstraZeneca je bil povezan z 94-odstotnim učinkom cepljenja na možno hospitalizacijo zaradi COVID-19 v 28–34 dneh po cepljenju. Skupni rezultati (vsi cepljeni udeleženci, bodisi Pfizer – BioNTech ali Oxford – AstraZeneca) so pokazali pomemben učinek cepiva za preprečevanje hospitalizacije zaradi COVID-19, kar je bilo primerljivo z analizo, omejeno na testirane osebe, stare ≥ 80 let (81%). Večina udeležencev, starejših od 65 let, je prejela cepivo Oxford – AstraZeneca. 

#### Pršilo za nos
25. marca 2021 je Univerza v Oxfordu objavila začetek faze I za klinični preskus učinkovitosti metode intranazalnega razpršila.

### Odobritve
Prva država, ki je izdala začasno ali nujno odobritev cepiva Oxford – AstraZeneca, je bilo Združeno kraljestvo. Regulativna agencija za zdravila in zdravstvene izdelke (MHRA) je začela pregled podatkov o učinkovitosti in varnosti 27. novembra 2020,  čemur je sledila odobritev za uporabo 30. decembra 2020, s tem je Oxford – AstraZeneca postalo drugo cepivo, ki so ga odobrili za uporabo v nacionalnem programu cepljenja.  BBC je poročal, da je prva oseba, ki je prejela cepivo izven okvira kliničnih preskusov, bila cepljena 4. januarja 2021. 
Evropska agencija za zdravila (EMA) je pregled cepiva začela 12. januarja 2021 in v sporočilu za javnost navedla, da lahko agencija izda priporočilo do 29. januarja, nato pa bo Evropska komisija v nekaj dneh odločila o pogojnem dovoljenju za promet.  29. januarja 2021 je EMA priporočila izdajo pogojnega dovoljenja za promet z AZD1222 za osebe, stare 18 let ali več,  Evropska komisija pa je priporočilo sprejela še isti dan.  Pred odobritvijo po vsej EU je madžarski regulator, namesto da bi čakal na odobritev EMA, enostransko odobril cepivo,. 
30. januarja 2021 je vietnamsko ministrstvo za zdravje odobrilo cepivo AstraZeneca za uporabo kot prvo cepivo, odobreno v Vietnamu.  Od takrat so cepivo odobrile za nujno uporabo v svojih državah regulativni organih številnih držav, ki niso članice EU, med njimi Argentina,  Bangladeš,  Brazilija,  Dominikanska republika,  Salvador,  Indija,   Malezija,  Mehika,  Nepal,  Pakistan,  Filipini,  Šrilanka,  in Tajvan  .
Južna Koreja je odobrila cepivo AstraZeneca 10. februarja 2021 kot prvo cepivo, odobreno za uporabo v tej državi. Regulator je priporočil, da se režim z dvema injekcijama uporablja pri vseh odraslih, tudi pri starejših, in opozoril, da je pri dajanju cepiva osebam, starejšim od 65 let, potrebna previdnost zaradi omejenih podatkov iz te demografske skupine v kliničnih preskušanjih.   Istega dne je Svetovna zdravstvena organizacija (WHO) izdala začasne smernice in priporočila cepivo AstraZeneca za vse odrasle, njena strokovna svetovalna skupina strokovnjakov pa je preverila tudi uporabo v primeru različic, in prišla do zaključka, da ni razloga, zakaj je ne bi priporočili. 
Kasneje februarja so vlada in regulativni organi v Avstraliji (16. februarja 2021) in Kanadi (26. februarja 2021) izdali odobritev za začasno uporabo cepiva. 

### Ustavitve uporabe

#### Južna Afrika
7. februarja 2021 je bilo uvajanje cepiva v Južni Afriki začasno ustavljeno. Raziskovalci z Univerze v Witwatersrandu so objavili začasne, neodvisne podatke, ki nakazujejo, da cepivo AstraZeneca zagotavlja minimalno zaščito pred blagimi ali zmernimi okužbami mladih.   BBC je 8. februarja 2021 poročal, da je Katherine O'Brien, direktorica imunizacije pri SZO, menila, da je "dejansko verjetno", da bi lahko cepivo AstraZeneca imelo "pomemben vpliv" na različico Beta (linija B.1.351), zlasti pri preprečevanju resne bolezni in smrti.  V istem poročilu je bilo navedeno tudi, da je namestnik glavnega zdravnika za Anglijo Jonathan Van-Tam dejal, da študija Witwatersrand ni spremenila njegovega mnenja, da bo cepivo AstraZeneca "precej verjetno" vplivalo na hudo bolezen iz različice Beta. Južnoafriška vlada je nato zaustavila nadaljnjo rabo cepiva AstraZeneca. 

#### Evropa
3. marca 2021 je Avstrija prekinila uporabo ene serije cepiva, potem ko sta dve osebi po cepljenju utrpeli krvne strdke, od katerih je ena umrla.  V isti seriji 1  milijon odmerkov so skupno ugotovili štiri primere krvnih strdkov. Čeprav ni bila dokazana vzročna povezava s cepljenjem,  več drugih držav, vključno z Dansko, Norveško, Islandijo,  Bolgarijo,  Irsko,  Italijo, Španijo,  Nemčijo,  Francijo, Nizozemsko  in Slovenijo  je v naslednjih dneh prav tako ustavilo uvedbo cepiva, medtem ko so čakale, da bo EMA zaključila varnostni pregled, ki so ga sprožili primeri. 
Aprila 2021 je EMA zaključila svoj varnostni pregled in ugotovila, da je treba neobičajne krvne strdke z nizko vsebnostjo trombocitov uvrstiti med zelo redke neželene učinke, hkrati pa je potrdila splošne koristi cepiva.     Po tej objavi so države EU ponovno začele uporabljati cepivo, nekatere so se pri tem omejile na starejše ljudi z večjim tveganjem za hudo bolezen COVID-19.  
11. marca 2021 je norveška vlada začasno ustavila uporabo cepiva in čakala na več informacij o možnih škodljivih učinkih. Nato je Norveški inštitut za javno zdravje 15. aprila vladi priporočil, da trajno ustavi cepljenje z zdravilom AstraZeneca zaradi "redkih, a hudih incidentov z nizkim številom trombocitov, krvnih strdkov in krvavitev," ker je na Norveškem, " tveganje za smrt po cepljenju s cepivom AstraZeneca večje kot tveganje za smrt zaradi bolezni, zlasti za mlajše ljudi. "  Hkrati je norveška vlada objavila svojo odločitev, da bo počakala na končno odločitev, in ustanovila strokovno skupino za širšo oceno varnosti cepiv AstraZeneca in Janssen.   Strokovna komisija je 10. maja prav tako priporočila prekinitev uporabe obeh cepiv.  Končno je norveški premier 12. maja - dva meseca po prvotni ustavitvi - sporočil odločitev vlade, da cepivo AstraZeneca v celoti izbriše iz norveškega programa cepljenja proti korona virusu; ljudem, ki so prejeli prvi odmerek, bodo ponudili drugi odmerek druge vrste cepiva.  
30. marca 2021 je nemško ministrstvo za zdravje objavilo, da bi morala biti uporaba cepiva pri ljudeh, starih 60 let in manj, predmet pogovora s pacientom,  in da naj bi mlajši bolniki še vedno dobili cepivo AstraZeneca, vendar le "po presoji zdravnikov in po individualni analizi tveganja in temeljiti razlagi". 
Danska zdravstvena uprava je 14. aprila za nedoločen čas prekinila uporabo cepiva.    Danska zdravstvena uprava je dejala, da ima na voljo druga cepiva in da je treba za naslednje ciljne skupine, ki spadajo med prebivalstvo z manjšim tveganjem, "[pretehtati] uporabo glede na dejstvo, da je tveganje za hude škodljive učinke cepljenja z AstraZeneco sedaj znano, tudi če je absolutno tveganje majhno. " 

#### Kanada
29. marca 2021 je kanadski nacionalni svetovalni odbor za imunizacijo (NACI) priporočil, da se za bolnike, mlajše od 55 let, začasno ustavi distribucija cepiva; Predsednica NACI Caroline Quach-Thanh je izjavila, da je tveganje za nastanek krvnih strdkov večje pri mlajših bolnikih in da mora NACI svoja priporočila "prilagoditi", ko bodo na voljo novi podatki. Večina kanadskih provinc je nato napovedala, da bo sledila tem navodilom.    Od 20. april  2021 v Kanadi so bili potrjeni trije primeri strjevanja krvi, povezani s cepivom, pri več kot 700.000 odmerkih, ki so jih vcepili v državi.   
Od 18. aprila je več kanadskih provinc (Alberta, Britanska Kolumbija, Ontario in Saskatchewan) ob velikem tretjem valu virusa napovedalo, da se ne bodo držale priporočila NACI in da bodo upravičenost do cepiva AstraZeneca razširile na prebivalce, stare 40 let,. Quebec je upravičenost razširil tudi na prebivalce, stare 45 let ali več.    Smernice NACI so priporočilo, ki na formalno odobritev cepiva (ki ga daje Health Canada) za vse odrasle nad 18 let ne vpliva; 14. aprila je sporočila, da so opozorila glede cepiva posodobljena v okviru tekočega pregleda, vendar je "potencialno tveganje za te dogodke zelo redko in koristi cepiva pri zaščiti pred COVID-19 odtehtajo potencialna tveganja. " 
23. aprila je NACI, sklicujoč se na trenutno stanje zalog cepiv na osnovi mRNA in na nove podatke, izdal priporočilo, da se lahko cepivo ponudi pacientom, starim 30 let, če koristi odtehtajo tveganje, pacient pa "ne želi čakati na cepivo mRNA ". 
Z začetkom 11. maja je več provinc napovedalo, da bodo ponovno opustile uporabo cepiva AstraZeneca, navajajo pa bodisi težave z oskrbo bodisi tveganje za strjevanje krvi. Nekatere province so izjavile, da načrtujejo uporabo cepiva AstraZeneca samo za druge odmerke, NACI pa preiskuje tudi učinkovitost režima mešanih odmerkov z drugim cepivom.   

#### Indonezija
Sredi marca je Indonezija ustavila uvedbo cepiva in počakala na dodatne varnostne smernice Svetovne zdravstvene organizacije,  nato pa je 19. marca ponovno začela uporabljati cepivo. 

#### Avstralija
Avstralija je 17. junija 2021 pregledala svoja priporočila za uvedbo cepiva za osebe, mlajše od 60 let, in priporočila, da se cepivo Pfizer Comirnaty uporablja namesto tega, kadar ljudje, mlajši od 60 let, še niso prejeli prvega odmerka zdravila AstraZeneca COVID-19 cepivo. Cepivo AstraZeneca COVID-19 se še vedno lahko uporablja pri odraslih, mlajših od 60 let, kjer bodo koristi verjetno odtehtale tveganje za posameznika in se bo oseba po posvetovanju z zdravnikom odločila na podlagi razumevanja tveganj in koristi. strokovno. 

#### Malezija
Po prvotni odobritvi uporabe cepiva AstraZeneca so malezijski zdravstveni organi zaradi zaskrbljenosti javnosti glede njegove varnosti odstranili cepivo iz državnega programa cepljenja v državi.  Cepiva AstraZeneca bodo distribuirana v določenih cepilnih centrih, javnost pa se lahko za cepivo registrira prostovoljno. Vseh 268.800 odmerkov začetne serije cepiva je bilo v celoti rezerviranih v treh urah in pol po registraciji, na voljo za prebivalce države Selangor in zveznega ozemlja Kuala Lumpur.  Druga serija z 1.261.000 odmerki je bila ponujena prebivalcem zveznih držav Selangor, Penang, Johore, Sarawak in zveznega ozemlja Kuala Lumpur. Skupno 29.183 odmerkov je bilo rezerviranih za predhodno prijavljene registracijske zavezance, 275.208 odmerkov pa so starejši občani prevzeli v milostnem 3-dnevnem obdobju. Preostalih 956.609 odmerkov so nato ponudili tistim, ki so stari 18 let ali več, in jih v celoti rezervirali v eni uri. 

### Varnostni pregled
Evropska agencija za zdravila (EMA) je 11. marca 2021 izjavila, da nič ne kaže, da je cepljenje vzrok za opažene težave s strjevanjem, ki niso bile navedene kot neželeni učinki cepiva.   Takrat po podatkih EMA število trombemboličnih dogodkov pri cepljenih ljudeh ni bilo večje od tistega, opaženega pri splošni populaciji. Od 11. marec  2021 , Med skoraj petimi so poročali o 30 primerih trombemboličnih dogodkov milijonov ljudi cepljenih v evropskem gospodarskem prostoru. Tudi britanska MHRA je navedla, da je po več kot 11 milijon uporabljenih odmerkov ni bilo potrjeno, da je cepivo povzročilo prijavljene krvne strdke in da cepljenja ne bodo ustavili.  SZO je 12. marca 2021 izjavila, da vzročna zveza ni bila dokazana in da je treba s cepljenjem nadaljevati.  AstraZeneca je 14. marca 2021 potrdila, da je po pregledu 17 milijonov ljudi, ki so bili cepljeni s cepivom, v nobeni državi ni bilo dokazov o povečanem tveganju za nastanek krvnih strdkov.  Družba je poročala, da je z datumom 8. marca 2021 v celotni EU in Združenem kraljestvu bilo med tistimi, ki so prejeli cepivo, zabeleženih 15 dogodkov globoke venske tromboze in 22 dogodkov pljučne embolije, kar je veliko manj, kot bi bilo pričakovati, če bi se v splošni populaciji te velikosti pojavilo naravno. 
Nemški inštitut Paul-Ehrlich (PEI) je 15. marca 2021 sporočil, da ob 1.6 milijon cepljenj, prišlo do sedem primerov tromboze možganskih ven v povezavi s pomanjkanjem krvnih ploščic.  Po podatkih PEI je bilo število primerov cerebralne venske tromboze po cepljenju statistično značilno večje od števila primerov, ki bi se pojavili v splošni populaciji v podobnem časovnem obdobju. Ta poročila so PEI spodbudila, da je priporočila začasno prekinitev cepljenja, dokler EMA ne zaključi pregleda primerov. 
Svetovna zdravstvena organizacija (WHO) je 17. marca objavila izjavo v zvezi z varnostnimi signali cepiva AstraZeneca COVID-19; še vedno meni, da koristi cepiva odtehtajo njegova morebitna tveganja, in dalje priporoča nadaljevanje cepljenja.  18. marca je EMA sporočila, da je pri približno 20 milijonih ljudi, ki so prejeli cepivo, splošna stopnja strjevanja krvi bila normalna, vendar da je odkritih sedem primerov razsejane intravaskularne koagulacije in osemnajst primerov cerebralne venske sinusne tromboze.  Vzročna povezava s cepivom ni bila dokazana, vendar je EMA dejala, da bo izvedla nadaljnjo analizo in priporočila, da se osebe, upravičene do cepiva, obvesti, da možnost, da lahko povzroči redke težave s strjevanjem, ni bila ovržena. EMA je potrdila, da so koristi cepiva večje od tveganj. EMA je 25. marca objavila posodobljene informacije o izdelkih.   
Po podatkih agencije EMA se v EU vsak mesec zgodi 100.000 primerov krvnih strdkov in tveganje za nastanek krvnih strdkov pri cepljeni populaciji ni statistično večje. EMA je ugotovila, da COVID-19 sam povzroča večje tveganje za nastanek krvnih strdkov, zato bi cepivo zmanjšalo tveganje za nastanek krvnih strdkov, tudi če bi bila potrjena vzročna zveza 15 primerov.  Italija je po izjavi EMA ponovno začela s cepljenjem, večina preostalih evropskih držav pa je tudi kmalu zatem začela cepljenje s cepivom AstraZeneca.  Da bi javnost prepričali o varnosti cepiva, sta se britanski in francoski premier Boris Johnson in Jean Castex kmalu po ponovnem zagonu kampanj cepljenja proti AstraZeneci v EU z njimi cepila v živo pred mediji. 
13. aprila 2021 je EMA izdala svoje neposredno zdravstveno sporočilo (DHPC) o cepivu.  DHPC je navedel, da je vzročna zveza med cepivom in krvnimi strdki (trombozo) v kombinaciji z nizko vsebnostjo trombocitov (trombocitopenija) verjetna, kar je opredelil kot zelo redek neželeni učinek cepiva. Po navedbah EMA se ti zelo redki neželeni dogodki pojavijo pri približno 1 od 100.000 cepljenih. 

### Nadaljnji razvoj

#### Učinkovitost proti različicam
Študija, ki so jo aprila 2021 objavili raziskovalci iz konzorcija COVID-19 Genomics United Kingdom, projekta AMPHEUS in preskusne skupine za cepivo COVID-19 v Oxfordu, je pokazala, da je cepivo Oxford – AstraZeneca pokazalo nekoliko zmanjšano učinkovitost proti okužbi z različico Alpha (linija B .1.1.7), z absolutno 70,4-odstotno učinkovitostjo proti alfi v primerjavi z 81,5% v primerjavi z drugimi različicami.  Kljub temu so raziskovalci ugotovili, da je cepivo še naprej učinkovito preprečevalo simptomatsko okužbo s to različico in da so simptomatsko okuženi posamezniki običajno imeli krajše trajanje simptomov in manj virusne obremenitve, s čimer so zmanjšali tveganje za prenos.  Po identifikaciji pomembnih zaskrbljujočih različic se je pojavila zaskrbljenost, da bi mutacija E484K, ki je prisotna v različicah beta in gama (rodu B.1.351 in P.1), lahko preprečila zaščito, ki jo daje cepivo.  Februarja 2021 si je sodelovanje prizadevalo za prilagoditev cepiva s ciljem na teh različicah;  pričakuje se, da bo modificirano cepivo na voljo "čez nekaj mesecev" kot "spodbujevalec" za ljudi, ki so že dobili oba odmerka originalnega cepiva. 

## Družba in kultura
Sodelovanje med univerzo Oxford in AstraZeneco je bilo prikazano kot možnost dobiti cepivo brez zahtevnih zahtev za shranjevanje.  Niz dogodkov v AstraZeneci, vključno z zgrešenimi komunikacijami, težavami z oskrbo, poročili o škodljivih učinkih, prekinitvami nacionalnega uvajanja in politiko, vključno z odmevnim sporom med Evropsko komisijo in AstraZeneco COVID-19, pomeni katastrofo v odnosih z javnostjo, po mnenju enega akademika je to vzrok za povečano nasprotovanje cepljenju .
Cepivo ostaja ključna sestavina programa COVAX (COVID-19 Vaccines Global Access);  WHO, EMA in MHRA še naprej trdijo, da koristi cepiva odtehtajo morebitne neželene učinke. 

### Denarni vidiki
V začetku leta 2021 je Urad za preiskovalno novinarstvo ugotovil, da je Južna Afrika plačala v primerjavi z EU dvakratno, Uganda pa trikratno ceno.  

## Raziskave
Od 2021 si razvojna skupina AZD1222 prizadeva prilagoditi cepivo, da bo bolj učinkovito glede na novejše različice SARS-CoV-2; preoblikovanje cepiva je razmeroma hiter postopek, v katerem se prilagodi gensko zaporedje konične beljakovine. Preden bo prilagojeno cepivo na voljo jeseni, bo prav tako treba prilagoditi proizvodnjo in opraviti manj obsežen preskus. preskušanje. .